# Zentralstrahl
Ein Zentralstrahl, in der geometrischen Optik auch Hauptstrahl, ist in einem abbildenden System der Strahl eines Strahlenbündels, der das Strahlenbündel repräsentiert, wenn die Apertur des Systems auf nahezu 0 verkleinert wird. Anders ausgedrückt sind alle Strahlen durch den Schnittpunkt aus Achse und Hauptebene Zentralstrahlen.
Im Fall einer einzelnen dünnen Linse bildet die Linse zugleich die Hauptebene und die Aperturblende. In diesem Fall verläuft der Hauptstrahl durch den geometrischen Mittelpunkt der Linse und behält seine Richtung beim Durchlaufen der Linse und im Bildraum unverändert bei. Im Fall komplexerer, aus mehreren Linsen aufgebauten Systeme verläuft der Hauptstrahl vom Objektpunkt zum geometrischen Mittelpunkt der Eintrittspupille, dem Abbild der Aperturblende auf der Bildseite, tritt dort in das optische System ein, durchläuft den geometrischen Mittelpunkt der Aperturblende, tritt im geometrischen Mittelpunkt der Austrittspupille wieder aus dem System aus und durchläuft den Bildpunkt des Objektpunkts. Der Verlauf des Hauptstrahls zwischen diesen Fixpunkten hängt von der Konstruktion des optischen Systems ab.
Mit Hilfe des Hauptstrahls und der optischen Achse lassen sich die Meridionalebene und die Sagittalebene konstruieren. Diese Hilfsebenen dienen zur Berechnung und Beurteilung der optischen Eigenschaften des abbildenden Systems.

## Röntgengeräte
Auch den Röntgenstrahl vom Fokus einer Röntgenröhre durch die Mitte von ihrem Strahlenaustrittsfenster nennt man Zentralstrahl. Er dient zur Beschreibung einer Einstellung in radiologischen Lehrbüchern (z. B. "Patient in Rückenlage, Beine gestreckt, Zentralstrahl senkrecht zur Tischplatte auf Höhe der Symphyse"). Die Körperregion, die der Zentralstrahl trifft, ist im Röntgenbild mit der geringsten Verzerrung abgebildet. Ingenieure unterscheiden Senkrecht-, Achsen- und Zentralstrahl, wobei der Achsenstrahl durch die Mitte der Blendenöffnung, der Zentralstrahl durch die Mitte des Strahlenaustrittsfensters treten, und der Senkrechtstrahl im rechten Winkel auf die Bildebene trifft. Bei symmetrischer Einblendung und zusätzlicher Rechtwinkelprojektion, wie es bei Fernröntgenaufnahmen üblich ist, sind diese drei Strahlen identisch.